# Gräberfeld von Groß Siemz

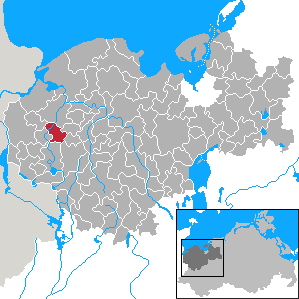
Lage

Das Gräberfeld von Groß Siemz liegt im Amt Schönberger Land in Mecklenburg-Vorpommern.
Bei der Untersuchung einer eisenzeitlichen Siedlung wurde in Groß Siemz ein Gräberfeld aus der jüngeren Bronzezeit (etwa 1000–550 v. Chr.) entdeckt. Der auf drei Seiten von Fließgewässern begrenzte Fundplatz liegt auf einer lang gestreckten Geländeerhebung.

## Steinkreise
Die markanteste Hinterlassenschaft des Gräberfeldes waren über 50 Steinkreise. Durch die spätere Nutzung des Geländes waren viele Kreise unvollständig, doch konnte die Lage von entfernten Steinen oftmals durch die Steinstandspuren festgestellt werden. Die Steine waren kopf- bis doppelkopfgroß und umgaben Kreisflächen bis zu 10,5 m Durchmesser. Das Gros lag jedoch zwischen 1,6 und 5,0 m. Die Steinkreise umgaben den Fuß der nicht erhaltenen Grabhügel. Unklar ist, ob die Steinrahmen das Auseinanderfließen der Hügelschüttungen verhindern sollten, oder ob religiöse Vorstellungen eine Rolle spielten. In der Mitte, gelegentlich auch etwas versetzt, fand sich – vor allem bei den kleineren Anlagen – ein Urnengrab.
Außer den Hügelgräbern wurden in den Untergrund eingetiefte Flachgräber aufgedeckt. Auf dem ausgegrabenen Teil (etwa 12.000 m²) des Gräberfeldes ließen sich über 60 Bestattete nachweisen. Weitere Grabstellen waren durch die landwirtschaftliche Tätigkeit und den Ausbau der benachbarten eisenzeitlichen Siedlung ausgeräumt. Dies gilt auch für die leeren Steinkreise, die ansonsten mindestens ein Grab aufwiesen. Somit wurden auf der Fläche etwa 100 Menschen beerdigt. Für das Gräberfeld, das sich über die Trassengrenze der Autobahn A20 hinaus erstreckt, sind mehrere hundert Individuen anzunehmen.

## Urnen und Beigaben
Bei ungestörten Gräbern stand die Urne in der Regel auf einem Bodenstein. Sie war von mehreren Steinen umgeben und von einem Deckstein bedeckt. Das Gefäß enthielt den Leichenbrand des auf einem Scheiterhaufen verbrannten Toten. Als Ergebnis der Leichenbranduntersuchung befanden sich in sieben Urnen die Knochen von mehr als einer Person. In zwei Fällen handelte es sich um je zwei Kleinkinder. Einmal war ein Kleinkind mit zwei Erwachsenen bestattet worden. In den übrigen vier Fällen gehörte der Leichenbrand zu zwei Erwachsenen. Die Untersuchungen sprechen in den meisten Fällen für bewusste Mehrfachbestattungen, möglicherweise auch für die kollektive Verbrennung auf dem Scheiterhaufen. Als Urne diente fast ausschließlich das für die jüngere Bronzezeit typische, hier selten verzierte Kegelhalsgefäß. Einmal war unterhalb des Gefäßumbruches ein Gittermuster eingeritzt, bei anderen Gefäßen waren Griffknubben auf die Gefäßschulter aufgesetzt. Wie für die jüngere Bronzezeit üblich, enthielten die Gräber selten Beigaben. Zumeist handelt es sich um Fragmente von bronzenen Schmucknadeln. Die Nadeln werden nach der Gestaltung ihres Kopfes bezeichnet. Im Fundmaterial von Groß Siemz konnten Vasenkopfnadeln mit Kugel-, Schalen- oder Scheibenkopf unterschieden werden. Gefunden wurden auch ein Fingerring, das Fragment eines Halsringes sowie zahlreiche kleine Metallstücke aus Bronze.

## Grabraub
Einige Gräber sind wahrscheinlich bereits in vorgeschichtlicher Zeit beraubt worden. So fand sich in einem Fall zwar die bis auf den Deckstein vollständig erhaltene Steinpackung, doch im Innenraum stand ein halbiertes Gefäß. In dem Gefäßrest und daneben lag relativ wenig Leichenbrand eines Erwachsenen. Vermutlich fand hier eine Graböffnung statt. Ob man es auf die Metallbeigaben abgesehen hatte oder die Totenruhe aus anderen Gründen störte, ist nicht zu klären. Analoge Beobachtungen liegen allerdings auch von anderen Gräbern in Groß Siemz vor. Zwei Setzungen aus Boden- und Seitensteinen enthielten weder die Reste des Gefäßes noch den Leichenbrand. Abgesehen von den fehlenden Decksteinen glichen sie den Steinpackungen von Urnengräbern. Vergleichbare Befunde von anderen Gräberfeldern werden im Allgemeinen als Scheingräber (Kenotaphe) aufgefasst. Nach den Beobachtungen in Groß Siemz könnten Scheingräber auch als beraubt gedeutet werden.

## Schwarze Gruben
Zwischen den Gräbern und im Randbereich der Grabgruppen wurden häufig kleinere verfüllte Gruben vor allem mit schwarzem, stark holzkohlehaltigem Material angetroffen. Sie werden als Branderdegruben bezeichnet. Vermutlich sind in den Gruben die Reste des Scheiterhaufens deponiert worden, die nicht in die Gräber gelangten. Dafür sprechen Beimengungen aus kleinen Leichenbrandstücken und Bronzefragmenten.

## Ergebnisse der Leichenbrandbestimmung
Die Untersuchung der Leichenbrände lieferte weitere Informationen über die in Groß Siemz beigesetzten. Im ausgegrabenen Teil waren in etwa genauso viele Frauen wie Männer bestattet. Außergewöhnlich ist der mit etwa 20 % geringe Anteil von Kinderbestattungen. Für Gräberfelder der jüngeren Bronzezeit sind ansonsten Werte um 50 % üblich. Auffällig ist das vollständige Fehlen von Jugendlichen. Die meisten Erwachsenen starben im Alter zwischen 40 und 60 Jahren. Auch diese Beobachtung ist auffallend. Bei anderen Populationen gleicher Zeitstellung erreichte ein Erwachsener im Durchschnitt kaum das 40. Lebensjahr. Vielleicht wurden die sterblichen Überreste bestimmter Altersgruppen an anderen Orten bestattet. Hinweise auf besondere menschliche Schicksale bieten Steinsetzungen, in denen mehrere Urnen eng beieinander standen. Dies trifft in Groß Siemz in drei Fällen zu. Mindestens eines der Gefäße enthielt den Leichenbrand eines Kleinkindes, während in einem weiteren eine weibliche Erwachsene bestattet worden war. Offensichtlich wurden hier Mutter und Kind gemeinsam beerdigt.

## Drei Grabbezirke
Die Gliederung in Gräbergruppen ist während der jüngeren bis späten Bronzezeit ein verbreitetes Phänomen im nördlichen Mitteleuropa. Die Verteilung der Grabstellen auf dem Grabungsplan von Groß Siemz zeigt eine Gliederung in drei Gruppen.
- Eine Konzentration aus 11 bis 12 Hügelgräbern und sieben Flachgräbern befand sich im Osten,
- eine weitere aus acht bis 13 Hügelgräbern und zwei Flachgräbern im Südwesten.
- die dazwischen gelegene Gruppe umfasste mit 29–30 Hügel- und 13 Flachgräbern die meisten Anlagen.

Die Schwarzen Gruben (Branderdegruben) lagen weitestgehend innerhalb der durch 10–20 m breite Freizonen getrennten Areale. Die Gruppen stellen vermutlich die Grabbezirke unterschiedlicher Familien dar. Kleinere grabfreie Zonen innerhalb der drei Bezirke erlauben vor allem für die mittlere Konzentration eine weitere Untergliederung. So trennte eine Grubenreihe den südlichen vom nördlichen Abschnitt. Der nördliche kann seinerseits weiter untergliedert werden, so dass von einem komplexeren System auszugehen ist.

## Eine kultische Grubenreihe
Auf einer Länge von 125 m verläuft linear – quer durch das Gräberfeld – von Südwest nach Nordost eine Struktur aus 36 länglichen Gruben. Aufgrund der Anordnung können sie als einzelne Grabenabschnitte aufgefasst werden. Sie waren überwiegend 0,7–1 m breit und bis zu 5 m lang. Ihre Füllung bestand zumindest im unteren Bereich aus schwarzem, branderdehaltigem Material. Die meisten enthielten außerdem sehr viele durch Feuer zermürbte Steine. Nur in Ausnahmefällen bargen die Stellen weitere Funde wie kalzinierte Knochen. Die Unterbrechungen zwischen den Gräben waren meist nur wenige Dezimeter breit, konnten aber auch mehrere Meter erreichen. 14C-Datierungen von Holzkohleproben aus unterschiedlichen Abschnitten der Grabenreihe weisen einheitlich in das ausgehende 9. Jahrhundert v. Chr. Die Gruben sind demnach innerhalb eines kurzen Zeitraumes, vermutlich sogar in einem Zug angelegt worden. Mit der Einordnung in das 9. vorchristliche Jahrhundert existierte die Anlage zeitgleich mit einer älteren Phase des Gräberfeldes (etwa 1000–600 v. Chr.). Darüber hinaus ist auffallend, dass kein Grab durch die Grubenreihe und umgekehrt auch kein Grabensegment durch ein Grab gestört wurde. Offensichtlich wurde der Verlauf der Grabenreihe auch im 8. und 7. Jahrhundert v. Chr., als die meisten der kleineren Grabhügel errichtet wurden, respektiert. Eine Nutzung der Grabenabschnitte ist für diese Zeit nicht mehr belegt. Es muss demnach eine oberflächlich sichtbare Kennzeichnung vorhanden gewesen sein, von der sich aber keine Spuren fanden. Der Grund für die Anlage der Grabenstruktur ist sicherlich im religiösen Bereich zu suchen und es ist anzunehmen, dass sie mit dem heute nicht näher erschließbaren Totenkult in Zusammenhang stand. Zwar sind aus dem skandinavischen Raum und dem nördlichen Mitteleuropa (Gargrubenreihen z. B. Triwalk) ähnliche Strukturen bekannt, allerdings sind die Dimensionen der Einzelgruben völlig anders. Einzigartig ist bislang auch der in Groß Siemz nachgewiesene Bezug von Grubenreihen zu einem Bestattungsplatz.